# Höglidtjärnen, Ångermanland
Höglidtjärnen är en sjö i Örnsköldsviks kommun i Ångermanland och ingår i Lögdeälvens huvudavrinningsområde. Sjöns area är 0,013 kvadratkilometer och den är belägen 267 meter över havet.